# 하재원
하재원(河載源, 1812년~1861년)은 조선의 성리학자이다.

## 생애
조선 경상도 진주에서 태어난 그는 사마시에 합격하여 진사에 올랐지만 평생을 학문 연구에만 힘썼다. 평소의 효행으로 유명했으며, 현재 대한민국 경상남도 진주시에는 그의 효행을 기리기 위해 세운 비와 묘소가 있다.

## 같이 보기
- 하재원 비